# 金門国家公園
金門国家公園（きんもんこっかこうえん）は1995年10月に中華民国福建省金門県に成立した中華民国6番目の国立公園である。歴史文化遺産、特に戦役史跡の保存を種に自然保護区としての機能を併せ持つ。

## 地理
金門家公園は台湾海峡に面し、金門島の中央、北西、南西、北東エリア及び烈嶼（小金門と俗称される）の環島道路及びその外側のエリアにまたがり、古寧頭区、太武山区、古崗区、馬山区、烈嶼島区に区分される。総面積約は3720ヘクタール、金門の総面積の約25%を占めている。

## 地質地形
金門島地質は単純であり瓊林-尚義を協会に東西に大分される。東部は花崗片麻岩が露出し、西部は赤土が主となっている。金門本島の北東、南東海岸及び烈嶼の北東から南東海岸にかけては海水の浸食作用により海蝕崖或いは海岸段丘が形成されている。
金門は亜熱帯海洋性気候に属し年間平均気温は20.8℃、冬は乾燥し寒く春は霧が多く発生する機構である。年間平均降水量は1,000ml、その多くが4月から9月にかけて観測される。冬季は乾燥し強風が吹くため農業には適しておらず、乾燥に強い作物を中心に作付けが行なわれている。

## 生態
金門は小規模島嶼の生態系を有している。金門は早い時期に開発が進行し、また多くの戦争を経験した為大型の野生動物は少ない。その中でも特に貴重な生物としては絶滅が危惧されるカワウソやカブトガニなどが挙げられる。また金門は大陸沿岸に位置しているため渡り鳥の中継地点として毎年秋から冬にかけて多様な鳥類が観測される。

## 人文史跡

### 旧跡
金門の人文史跡は全県に21ヶ所が指定されており、その中の11ヶ所が国立公園内に位置している。国家二級古蹟としては瓊林蔡氏祠堂、文台宝塔、水頭黄氏酉堂別業、虚江嘯臥群謁の4ヶ所が、三級古蹟としては邱良功墓園、漢影雲根謁、振威第、瓊林一門三節坊、海印寺石門関、水尾塔、蔡攀龍墓の7ヶ所が指定されている。

### 閩南集落
1949年より金門は軍政が施行されたため都市開発が進行せず伝統建築が数多く保存された。金門国家公園の成立時、範囲内には伝統的な集落として瓊林、珠山、欧厝、南山、北山、水頭、山后の7集落が保存されていた。

### 戦役史跡
金門は古来より戦役の最前線とされていた。特に1949年以降は中華民国の反共最前線として、国家の安全保障を担う重要な役割を与えられた。そして長期にわたる軍事的緊張により建築された防御施設は現在戦時体制を示す遺跡となっている。

古寧頭戦役の主戦場である古寧頭区は，包括北山洋楼、李光前将軍廟、林厝浴血殲敵紀念碑、古寧頭精神堡壘、湖南高地などを含み往時の戦火を偲ばせている。また太武山の中央トンネル、瓊林の地下戦闘村、八二三戦史館、太武山軍人公墓など金門炮戦の戦役史跡も数多く残されている。この他対岸から僅か2,300メートルに位置する大陸向け放送を行なった馬山播音站、烈嶼の九宮トンネル及び双口戦闘村、太武山上の毋忘在莒碑、湖井頭軍史館など多くの関連史跡が散在している。

## 姉妹国立公園
- コスタリカアボス国立公園